# زيد أباد (بزنجان)
زید أباد (بالفارسية: زیدآباد) هي قرية تقع في إيران في قسم بزنجان الريفي.